# Planowanie krajowe
Planowanie krajowe (makroekonomiczne) – planowanie, w zakresie którego tworzone są koncepcje i kierunki polityki gospodarczej.
W krajowym planowaniu makroekonomicznym wyróżniamy 3 główne dziedziny:
1. Dziedzina pierwsza – dotyczy strategii rozwoju społeczno-gospodarczego kraju. Porusza problemy wzrostu gospodarczego, przemian strukturalnych, stymulowania procesów rozwoju, badań prognostycznych i analityczno-diagnostycznych. Planowanie strategiczne tworzy programy mające na celu rozwiązywanie zasadniczych problemów ekonomiczno-społecznych. W zakres krajowego planowania strategicznego wchodzą plany (programy) perspektywiczne oraz plany (programy) wieloletnie, które odnoszą się do długich okresów.
2. Dziedzina druga – dotyczy wpływu państwa na funkcjonowanie systemu ekonomicznego i jego głównych mechanizmów. W dziedzinie drugiej dwoma podstawowymi aspektami są planowanie:
- polityki pieniężnej
- dochodów i wydatków publicznych

Głównymi zagadnieniami planowania w obszarze dziedziny drugiej są: stabilizacja gospodarki oraz zapewnienie jej równowagi i sprawności. W jej ramach często tworzone są programy stabilizacyjne (dostosowawcze), które wytyczają działania, jakie rząd powinien przeprowadzić w celu umocnienia pieniądza krajowego, ograniczenia wydatków publicznych oraz popytu inwestycyjnego i konsumpcyjnego, hamowania wzrostu cen i płac.
3. Dziedzina trzecia – dotyczy planowania sektora publicznego. Obejmuje kwestie wpływania na przedsiębiorstwa, zakłady, urządzenia znajdujące się w posiadaniu lub pod kontrolą państwa, działające w ramach systemów infrastruktury, związane z systemem obrony narodowej oraz systemem bezpieczeństwa wewnętrznego. Dotacje dla jednostek sektora publicznego pochodzą z budżetu, ich rozmiary i kierunki przedstawiane są w specjalnych programach. Zapewniając prawidłowy rozwój i rozmieszczenie zakładów użyteczności publicznej można osiągnąć tzw. korzyści zewnętrzne dla przedsiębiorstw prywatnych, a także stymulować proces rozwoju gospodarczego.
Trzy wymienione powyżej dziedziny planowania krajowego uzupełniają się w swoich działaniach, wszystkie problemy występujące w krajowej polityce ekonomicznej są przez nie rozwiązywane. Trzy dziedziny planowania krajowego różnią się natomiast, co do stopnia szczegółowości swoich ustaleń i metod ich tworzenia.
| Kryterium                                | Typ planowania |
| ---------------------------------------- | --- |
| Czas                                     | krótkookresowe (zwykle roczne) średniookresowe (kilkuletnie) długookresowe (perspektywiczne)                                                                            |
| Szczebel decyzji i stopień dyrektywności | imperatywne – scentralizowane indykatywne – zdecentralizowane |
| Pole planu                               | sektorowe regionalne (lokalne) narodowe (krajowe) ponadnarodowe |
| Rozwiązania ustrojowo–systemowe          | charakterystyczny dla krajów kapitalistycznych rozwiniętych charakterystyczny dla krajów kapitalistycznych nierozwiniętych charakterystyczne dla krajów komunistycznych |

Literatura: Polityka gospodarcza, pod red. Bolesława Winiarskiego, Wydawnictwo Naukowe PWN, Warszawa 1999